# Villafranca de Duero (kommunhuvudort)
Villafranca de Duero är en kommunhuvudort i Spanien.   Den ligger i provinsen Provincia de Valladolid och regionen Kastilien och Leon, i den centrala delen av landet, 170 km nordväst om huvudstaden Madrid. Villafranca de Duero ligger 657 meter över havet och antalet invånare är 394.
Terrängen runt Villafranca de Duero är huvudsakligen platt. Villafranca de Duero ligger nere i en dal. Runt Villafranca de Duero är det glesbefolkat, med 10 invånare per kvadratkilometer. Närmaste större samhälle är Toro, 12,8 km nordväst om Villafranca de Duero. Trakten runt Villafranca de Duero består till största delen av jordbruksmark.